# Woodstock 89
Woodstock 89 fue un festival espontáneo de rock celebrado en agosto de 1989 en el sitio original de 1969 para conmemorar el vigésimo aniversario del Festival de Woodstock.

## Organización y desarrollo
El acontecimiento comenzó con la llegada de un solo guitarrista popular al sitio. Al poco tiempo, fueron llegando hasta 30.000 personas y se incorporaron distintas bandas de músicos menos conocidos, algunos intérpretes del Festival de Woodstock de 1969 y Al Hendrix, padre de Jimi Hendrix.
El festival tuvo lugar justo en los mismos días en agosto que el original, aun cuando en 1989 cayó a mitad de semana.
Un eclipse lunar total ocurrió durante el concierto en la noche del 16 al 17 de agosto. Los músicos lo aprovecharon en sus directos y uno de ellos interpretó una versión de "Call Down the Moon".
Aunque los dueños de las tierras, donde se reunieron la gente y los grupos, intentaron cobrar cinco dólares por el estacionamiento de cada vehículo, tuvieron que desistir rápidamente. A pesar de que algunos particulares diseñaron rápidamente camisetas de Woodstock 89 para su venta, no existió comercialización ni organización alguna. 
La espontaneidad del acontecimiento fue tal que las primeras actuaciones no contaron con iluminación alguna, y no hubo venta de bebidas o comida. Cada participante trajo las suyas. 
Al final del festival hubo tal afluencia de personas y tiendas de campañas (con sus respectivos coches aparcados junto a estas) que la superficie de tierra ocupada fue incluso mayor que la del festival de 20 años atrás.
Se editó un DVD llamado Live At Woodstock’ 89.

## Ediciones espontáneas posteriores
En los años posteriores, se celebraron en los mismos días del festival de 1969 distintas concentraciones medio espontáneas de público y músicos, en su lugar original la granja de Bethel en Woodstock. 
Cada año se producen las tensiones habituales entre los asistentes, los propietarios de las tierras (la familia Gelish) y las autoridades locales. Por ejemplo los organizadores piden la instalación de agua corriente, y algún año, como en 1990, la corriente eléctrica fue cortada intencionadamente y posteriormente reparada. 
La clave organizativa de estos festivales espontáneos (excepto los de 1994 y 1999) fueron los esfuerzos de voluntarios. La gente y los voluntarios mantuvieron limpio el lugar, y mucha de la basura fue reciclada.
En la actuación en Woodstock 90 de Richie Havens, quién abrió el festival original de 1969, dijo al público: "Esto es una ocasión muy especial. Woodstock nunca morirá. Era historia y sigue siendo. Los individuos jóvenes lo están viviendo ahora porque está sucediendo de nuevo". Interpretó: "Tupelo Honey", "Just Like a Woman", "Here Comes the Sun", una rápida versión de “What About Me”, y finalmente, poniendo al público en pie con "Freedom" y "You Are So Beautiful". 
Como uno de los asistentes originales comentó: "Woodstock es acontecimiento tan grande, que ni los comerciantes podrán convertirlo en un negocio, ni la gente local lo frenará. Necesitamos erigir un monumento que nos permita venir una vez al año a tocar".